# The Cold Heart of the Sun
The Cold Heart of the Sun – czwarty album studyjny niemieckiej grupy muzycznej Maroon, wydany 22 października 2007 roku.

## Lista utworów
1. "(Reach) The Sun" – 4:47
2. "Only The Sleeper Left the World" – 4:57
3. "Steelbath Your Heart" – 3:40
4. "My Funeral Song" – 4:55
5. "Black Halo!" – 4:40
6. "The Cold Heart of the Sun" (przerywnik) – 1:23
7. "For Those Unseen" – 3:49
8. "As Truth Becomes Vain" – 4:08
9. "The Iron Council" – 3:55
10. "Fear The Most Them Who Protect" – 3:53
11. "Some Goodbyes Are Farewells" – 5:06

## Twórcy
Członkowie grupy
- André Moraweck – śpiew, teksty
- Sebastian Grund – gitara elektryczna
- Sebastian Rieche – gitara elektryczna
- Tom Eric Moraweck – gitara basowa, teksty
- Nick Wachsmuth – perkusja

Udział innych
- Alexander Dietz – produkcja muzyczna[7]
- Patrick W. Engel – produkcja muzyczna, opracowanie partii solowych i linii basu[7]
- Ralf Müller – produkcja muzyczna, aranże i wykonanie partii keyboard[7]
- Jacon Hansen – miksowanie[7]
- Marc Zech – projekt okładki
- Nina Stiller –  fotografie

## Opis
- Tytuł i zawartość płyty oznaczało współistnienie pozytywnych i negatywnych elementów, tak jak tytułowego zimnego serca słońca[8]. Szerzej była to problematyka życia i śmierci[8].
- Główną część tekstów utworów stworzył Tom Eric Moraweck (pozostałą część jego brat André)[7]. W opinii głównego twórcy liryki dotyczyły różnych spraw, m.in. polityki, a także zagadkowych tematów[7]. Zgodnie z jego słowami utwór ma charakter ezoteryczny[7].
- Partie perkusji zarejestrowano w Hansen Studios w Ribe (Dania) pod kierunkiem Jacoba Hansena, który także odpowiadał za miksowanie i mastering albumu[9][10]. Pozostałe instrumenty (gitary) oraz wokale położono w niemieckim studiu Rape Of Harmonies w miejscowości Triptis[9][10]. Współpracowali przy tym znajomi zespołu tj. Ralf Müller, Patrick W. Engel oraz Alexander Dietz, gitarzysta Heaven Shall Burn[11].
- Projekt okładki płyty wykonał były gitarzysta zespołu, Marc Zech (wykonał także projekt okładki albumu Endorsed By Hate)[8]. Wykorzystał on fragment obrazu "Anatomia per Uso et Intelligenza del Disegno" z XVII wieku autorstwa Charlesa Errarda i Bernardino Genga[12]. W związku z wydaniem płyty zostało utrzymane logo zespołu znane z poprzedniego albumu[13].
- W utworze "(Reach) The Sun" zostało wykorzystane zapożyczenie motywu z dzieła W grocie Króla Gór autorstwa Edvarda Griega[14]. W ramach promocji albumu wydano singel z tym utworem (oraz ("My Funeral Song")[15] oraz powstał teledysk do tego utworu[16].
- W tekście utworu "Black Halo" padły słowa w języku niemieckim: Deiner Mutter Kind[8]. Jest to cytat z księgi buddystycznej Lao, którą zainteresował się André Moraweck i samodzielnie przetłumaczył na język niemiecki[8].
- W zamierzaniu zespołu płyta miała stanowić następny krok w rozwoju grupy, lecz w odbiorze materiał z płyty zbierał różne recenzje, od uwielbienie po narzekanie na to, że grupa zatraciła swoją energię i stała się zwyczajna[7]. Mimo tego członkowie Maroon byli zadowoleni ze sprzedaży albumu oraz reakcji publiczności na koncertach[9].